# Hochwildehaus
Hochwildehaus je horská chata německého alpského klubu, sekce Karlsruhe. Nachází se na východním okraji ledovce Gurgler (Gurgler Ferner) na Steinernen Tisch v údolí Schwärzenkamm vedle staré chaty Fidelitashütte v Ötztalských Alpách. Od roku 2016 je uzavřena na dobu neurčitou.

## Historie
Hochwildehaus byl postaven v letech 1938–1939. Byla postavena vedle neudržované chaty Fidelitashütte, která byla postavena v roce 1896. Ten nyní slouží jako zimní přístřešek a chata pro 12 osob. Od roku 2011 bylo na domě Hochwildehaus zaznamenáno narůstající poškození konstrukcí. Za příčinu je považováno tání věčně zmrzlé půdy, na níž byl dům postaven, způsobené globálním oteplováním. V roce 2014 ji dočasně zajistila podpůrná konstrukce. V roce 2016 byla z bezpečnostních důvodů uzavřena.
Hochwildehaus zůstane až do odvolání uzavřen z důvodu neopravitelného poškození. V letech 2020–2021 proběhne geologický průzkum, který povede katedra sesuvů na Technické univerzitě v Mnichově pod vedením Prof. Krautblattera.

## Výstup na chatu
Výstup vede z Obergurglu (1927 m, doba chůze k chatě: 5 hodin) nejprve na chatu Langtalereck (2430 m). Za chatou stezka nejprve krátce klesá do údolí Langtal, přechází přes dobrý most a na druhé straně velmi strmě stoupá na západ, po skalnatém hřebeni Schwärzenkamm a na morénu ledovce Gurgler. Mineme odbočku na Obergurgl a malé jezírko, nakonec trochu strmější stoupání k chatě. 

## Popis
Podle plánů byla patrová zděná chata postavena na obdélném půdorysu (11,30×13,50 m). Chata má suterén, přízemí, horní patro a obytné podkroví a je krytá sedlovou střechu.